# Bordeaux-Saintes
Bordeaux-Saintes is een eendaagse wielerwedstrijd in Frankrijk die in maart verreden wordt van Bordeaux naar Saintes. De wedstrijd is vanaf 1969 een koers voor amateurs en staat op de nationale kalender. In het verleden wonnen enkele grote namen deze wedstrijd zoals André Darrigade, Domingo Perurena en Raymond Poulidor.
De in 2023 verreden editie kent geen uitslag na neutralisatie als gevolg van een zware valpartij in de slotfase op plaatselijke circuit waardoor de renners de finish niet konden bereiken vanwege de aanwezige hulpdiensten op het parcours.

## Erelijst

### Meervoudige winnaars
| Overwinningen | Renner           | Jaren      |
| ------------- | ---------------- | ---------- |
| 2             | Fernand Delort   | 1961, 1963 |
| 2             | Marc Gomez       | 1979, 1981 |
| 2             | Mickaël Guichard | 2019, 2025 |

### Overwinningen per land
| Overwinningen | Land                                        |
| ------------- | ------------------------------------------- |
| 75            | Frankrijk                                   |
| 3             | Spanje                                      |
| 2             | Italië, Rusland                             |
| 1             | Letland, Litouwen, Nederland, Polen, Zweden |